# Вартослав
Вартослав (пол. Wartosław) — село в Польщі, у гміні Вронки Шамотульського повіту Великопольського воєводства.
Населення — 305 осіб (2011).
У 1975-1998 роках село належало до Пільського воєводства.

## Демографія
Демографічна структура станом на 31 березня 2011 року:
|          | Загалом | Допрацездатний вік | Працездатний вік | Постпрацездатний вік |
| -------- | ------- | ------------------ | ---------------- | -------------------- |
| Чоловіки | 148     | 35                 | 104              | 9                    |
| Жінки    | 157     | 30                 | 97               | 30                   |
| Разом    | 305     | 65                 | 201              | 39                   |